# Francisco Javier Sánchez Broto
Francisco Javier Sánchez Broto (Barcellona, 25 agosto 1971) è un imprenditore ed ex calciatore spagnolo, di ruolo portiere.

## Carriera

### Giocatore

#### Real Saragozza
Francisco Javier Sánchez Broto inizia la sua carriera nel Real Saragozza. Colleziona quattro presenze nella Primera División spagnola 1992-1993, esordendo il 2 maggio 1993 nella partita vinta per 2-1 in casa contro il Burgos. Scende in campo per l'ultima volta con la maglia della squadra aragonese il 23 maggio, nella partita persa per 1-0 in casa del Deportivo La Coruña.
Nella stagione 1993-1994 vince la Coppa del Re ma non gioca nessuna partita.

#### Villarreal
Nel 1994 passa al Villarreal, squadra della Segunda División. Nella prima stagione, allenato da Carlos Simón Server e poi da Fidel Uriarte, colleziona 23 presenze e un cartellino rosso. Il Villarreal conclude il campionato al decimo posto.
Nella stagione 1995-1996 Luis Pascual diventa il portiere titolare, Sánchez Broto diventa una riserva e scende in campo sette volte. Nella stagione successiva, l'ultima giocata da Sánchez Broto con la maglia del Villarreal, colleziona tre presenze.

#### CD Castellón e Málaga
Milita per una stagione con il Castellón, squadra della Segunda División B prima di passare al Málaga, in Segunda División. In Andalusia, allenato da Joaquín Peiró, è la riserva di Rafael González Robles. Sánchez Broto colleziona quattro presenze, il Málaga vince il campionato e ottiene la promozione in massima serie.
Nella stagione 1999-2000, il club andaluso ingaggia Pedro Contreras, che diventa il portiere titolare. Sánchez Broto diventa il terzo portiere e non scende mai in campo.
Al termine del campionato, concluso al dodicesimo posto dal Málaga, Sánchez Broto lascia il club.

#### L'avventura in Scozia
Nel 2000 Sánchez Broto si trasferisce ad Airdrie, in Scozia, per giocare nell'Airdrieonians Football Club, squadra della Scottish First Division, la seconda divisione del campionato di calcio scozzese.
Esordisce il 5 agosto, nella partita persa per 2-0 in casa dell'Inverness Caledonian Thistle F.C..
Il 9 settembre viene espulso nella partita pareggiata per 2-2 contro l'Alloa.
Il 19 novembre l'Airdrieonians si aggiudica la Scottish Challenge Cup battendo in finale ai rigori il Livingston. Sánchez Broto para tre rigori e diventa l'eroe della partita.
Infatti, durante la battuta dei rigori, il portiere spagnolo si rende protagonista facendo strani movimenti che inducono gli avversari Derek Fleming, Brian McPhee e Michael Hart all'errore.
Il 30 marzo 2001 Sánchez Broto viene acquistato proprio dal Livingston. Esordisce con la nuova maglia il 7 aprile nella partita persa per 1-0 in casa del Ross County e colleziona altre 5 presenze.
Il Livingston vince la Scottish First Division e ottiene la promozione in massima serie.
Esordisce nella Scottish Premier League il 28 luglio 2001, nella partita vinta per 2-1 in casa contro l'Hearts. Sánchez Broto colleziona 17 presenze in campionato e una in Scottish League Cup, in occasione della vittoria casalinga per 3-0 contro l'East Fife. Il Livingston arriva al terzo posto, dietro al Rangers e ai campioni del Celtic.
Nella stagione 2002-2003 il Livingston partecipa alla Coppa UEFA. Sánchez Broto esordisce il 13 agosto nella partita di andata del primo turno di qualificazione, giocata in Liechtenstein contro il Fussball Club Vaduz e pareggiata 1-1. Al ritornola partita finisce 0-0 e gli scozzesi accedono al primo turno, dove vengono eliminati dagli austriaci dello Sturm Graz perdendo 5-2 a Graz e vincendo 4-3 in casa.
Il 2 gennaio 2003 gioca la sua ultima partita con la maglia del Livingston, scendendo in campo nella partita di campionato persa per 2-0 in casa del Dunfermline, prima di passare al Celtic.
Sánchez Broto, voluto dalla squadra di Glasgow per sostituire gli infortunati Rab Douglas e Magnus Hedman,, esordisce con la nuova maglia il 23 febbraio, in una partita di Scottish FA Cup vinta per 3-0 contro il St Johnstone a Celtic Park.
Esordisce in campionato il 2 marzo, nella partita vinta per 3-2 contro l'Hibernian e il 23 marzo è di nuovo in campo in Scottish FA Cup, nella partita persa per 1-0 a Inverness che sancisce l'eliminazione del Celtic.
Il 27 aprile contribuisce alla vittoria per 2-1 dell'Old Firm.

#### Il ritorno in Spagna
A fine stagione Sánchez Broto torna in Spagna e firma per il Real Murcia, squadra della Primera División.
Trova poco spazio nella squadra, il cui portiere titolare è Juanmi García, e scende in campo solo nove volte.
Esordisce il 31 agosto, nella partita di campionato terminata 1-1 e giocata in casa del Celta Vigo.
Nel mese di maggio, sotto la guida dell'inglese John Benjamin Toshack, gioca quattro partite, tra cui la vittoria casalinga per 2-1 contro il Real Madrid. In totale con il Real Murcia colleziona nove presenze e subisce 14 reti. La squadra arriva in ultima posizione in campionato e retrocede in Segunda División.
Il portiere di Barcellona lascia il club e passa al Getafe, squadra di Madrid partecipante per la prima volta alla Primera División.
Nella stagione 2004-2005, allenato da Quique Sánchez Flores, è titolare e gioca 30 partite. Esordisce il 24 ottobre al Coliseum Alfonso Pérez, nella partita di campionato persa per 2-0 contro il Real Betis di Siviglia. Scende in campo 21 volte e subisce 20 gol. Il 13 febbraio 2005 viene espulso all'89' della partita giocata in casa dell'Espanyol, sul risultato di 0-0.
Con Sergio Aragoneses tra i pali, i catalani segnano due gol e vincono la partita. Gioca la sua ultima partita con la squadra di Madrid il 1º maggio, in occasione dell'incontro perso per 4-0 al Madrigal contro il Villarreal, sua ex squadra. Il Getafe conclude il campionato al tredicesimo posto.
Nel 2005, a 34 anni, firma con l'Hércules, club della Segunda División ma si ritira prima di esordire con la squadra di Alicante.

### Imprenditore
Nel 2000 Sánchez Broto, incontrando difficoltà a trovare l'equipaggiamento adatto per ricoprire il ruolo di portiere, aprì un negozio di articoli sportivi dedicato esclusivamente ai portieri.
Nel corso degli anni la sua impresa, chiamata Soloporteros è diventata nota a livello internazionale.

## Palmarès
- Coppa di Spagna: 1

Real Saragozza: 1993-1994
- Segunda División spagnola: 1

Málaga: 1998-1999
- Scottish Challenge Cup: 1

Airdrieonians: 2000-2001
- Scottish First Division: 1

Livingston: 2000-2001